# Anolis kunayalae
Anolis kunayalae är en ödleart som beskrevs av  Hulebak, Poe IBÁNEZ och WILLIAMS 2007. Anolis kunayalae ingår i släktet anolisar, och familjen Polychrotidae. Inga underarter finns listade i Catalogue of Life.